# Hrvatsko-talijanska granica

## Povijest

### Drugi svjetski rat
Današnja granica Republike Hrvatske i Republike Italije baštini razgraničenje Federalne Države Hrvatske odnosno Narodne Republike Hrvatske u razdoblju 1945. – 1956. godine. Međudržavne su bile one dionice hrvatskih granica koje su ujedno bile vanjske granice Jugoslavije. To su bile granice prema Italiji do Pariškoga mirovnog ugovora od 10. veljače 1947., prema Slobodnom Teritoriju Trsta od 1947. do njegova ukidanja Londonskim memorandumom o suglasju potpisanim 5. listopada 1954. godine i granica prema Mađarskoj. U međunarodnim pregovorima o tim granicama hrvatske su interese zastupala savezna tijela jugoslavenske federacije jer Hrvatska kao obična federalna jedinica nije imala pravo voditi vanjske poslove. Granica na kojoj su se dogodile najopsežnije promjene u korist Hrvatske bila je granica s Italijom.
Kraljevina Italija je nakon uspostave svoje vlasti po svršetku Prvoga svjetskog rata u kratkom razdoblju uništila sustav hrvatskih škola u Istri i nagnala znatan dio hrvatskih učitelja i pripadnika intelektualnog sloja u emigraciju. Talijanske vlasti svojim su postupcima razorile zadrugarstvo i štedionice (posujilnice) među istarskim Hrvatima i tako im uništile gospodarsku snagu. Isključile su Hrvate iz samoupravnih institucija (općina), a zatim i zabranile javno iskazivanje hrvatskoga kulturnog i političkog identiteta, te ih tako izbacile i iz političkog života.
Kapitulacija Italije 8. rujna 1943. dovela je do pretvaranja partizanske gerile u masovni ustanak Hrvata u Istri, što im je omogućilo preuzimanje kontrole nad nizom istarskih gradića. Netom konstituirani Okružni Narodnooslobodilački odbor za Istru objavio je 13. rujna 1943. u Pazinu Proglas o priključenju Istre Hrvatskoj. Proglas se bavio odnosom Istre i Hrvatske, a Jugoslaviju uopće nije spomenuo. U njemu se spominje ZAVNOH, kao predstavnik Hrvatske, a ne spominje se AVNOJ. Sam Okružni NOO za Istru ubrzo se raspao zbog njemačkog prodora kojim je uspostavljen njemački nadzor nad Istrom u sklopu njemačke Operativne zone Jadransko priobalje. Kada je koji mjesec poslije rekonstruiran ONOO za Istru, KPH je u njega imenovala nove ljude.
Budući da je Okružni NOO za Istru 13. rujna 1943. proglasio priključenje Hrvatskoj, ZAVNOH je 20. rujna 1943. kao nadređeno tijelo uputio hrvatskom narodu svoju »Odluku o priključenju Istre, Rijeke, Zadra i ostalih okupiranih krajeva Hrvatskoj«. AVNOJ je odluku ZAVNOH-a »o priključenju Istre (...) slobodnoj Hrvatskoj u federativnoj Jugoslaviji« potvrdio 30. studenog 1943. na zasjedanju u Jajcu.:str. 106.
Predsjednik vlade DFJ Josip Broz Tito i feldmaršal Harold Alexander, zapovjednik savezničkih snaga na Sredozemlju, sastali su se u Beogradu 20. veljače 1945. U razgovorima, kojima je cilj bio koordinacija daljnjega vojnog napredovanja obiju strana, Alexander je predložio da upravu nad Trstom, zbog njegove važnosti za opskrbu savezničkih snaga u Austriji, preuzmu Saveznici. Sporazum je sklopljen prihvaćanjem Alexanderova prijedloga.:str. 32 Međutim, DFJ i SSSR potpisali su u Moskvi 11. travnja 1945. Ugovor o prijateljstvu, uzajamnoj pomoći i poslijeratnoj suradnji. To je pojačalo nepovjerenje zapadnih Saveznika prema vlastima DFJ.:str. 34 U završnim ratnim operacijama Četvrta armija Jugoslavenske armije (JA) zauzela je Trst 1. svibnja 1945. Pozivajući se na odredbe sporazuma iz Beograda, potpisanog u veljači 1945., feldmaršal Alexander tražio je 4. svibnja povlačenje jugoslavenskih snaga iz Trsta, Gorice i Monfalconea. Broz mu je odgovorio da se savezničke snage mogu nesmetano služiti lukama Trst i Pula za opskrbu svojih snaga kao i komunikacijama koje vode prema Austriji. No, nezadovoljni maršal Alexander u pismu Brozu 19. svibnja 1945. odbio je jugoslavensko stajalište te je prisutnost jugoslavenskih snaga u tim krajevima usporedio s Hitlerovim, Mussolinijevim i japanskim osvajačkim metodama, koje su bile pojam neprihvatljivog ponašanja.:str. 46

### Razgraničenje nakon 2. svjetskog rata
Kad je Staljin, početkom lipnja 1945., naredio Titu da u roku od 48 sati mora povući trupe iz Trsta, sklopljen je Beogradski sporazum. Tim sporazumom, sklopljenim 9. lipnja 1945. između vlada DFJ, UK i SAD-a, Julijska krajina je bila podijeljena na Zone A i B, međusobno razdijeljene Morganovom linijom. Zona A, koja je uključivala Trst i Pulu, došla je pod Savezničku vojnu upravu, a Zona B, koja je obuhvaćala Rijeku i najveći dio Istre, došla je pod Vojnu upravu Jugoslavenske armije (VUJA). Linija povučena između anglo-američke Zone A i jugoslavenske Zone B dobila je ime po generalu Williamu Morganu, načelniku stožera Savezničkoga vrhovnog zapovjedništva za Sredozemlje, koji je dogovorio razgraničenje između Zona A i B s načelnikom Generalštaba JA, generalom Arsom Jovanovićem.:str. 50 Na temelju Beogradskog sporazuma od 9. lipnja 1945., Saveznici su 16. lipnja 1945. preuzeli okupacijsku vlast u Puli.

#### Konferencija u Londonu 1945. i Pariška mirovna konferencija 1946/1947.
U Potsdamu na konferenciji predstavnika SAD-a, SSSR-a i Ujedinjenoga Kraljevstva od 17. srpnja do 2. kolovoza 1945. nije bio dogovoren datum održavanja mirovne konferencije, stoga je određeno je da tada formirano Vijeće ministara vanjskih poslova, koje je uključivalo pet velikih sila, SAD, SSSR, Veliku Britaniju, Francusku i Kinu, prvo pripremi mirovne ugovore te ih tek onda da na uvid mirovnoj konferenciji.
Mirovna konferencija je o njima mogla raspravljati, ali ih nije imala ovlasti prihvatiti. Konačne verzije trebalo je donijeti Vijeće ministara vanjskih poslova i tek tada bi stupili na snagu. Uz to, ugovore o miru trebala je potpisati i 21 zemlja sudionica konferencije, kao i zemlje koje su formalno bile zaraćene, a nisu prisustvovale konferenciji.
Zapadne sile imale su već razrađen plan mirovnog ugovora, ali morale su ga uskladiti sa SSSR-om, a jer je SSSR podržavao Jugoslaviju, tu se otvarala mogućnost za prihvaćanje jugoslavenskih stajališta.
Hrvatsko istarsko svećenstvo, koje zbog specifičnosti svoje službe nije emigriralo, nalazilo je načina da se odupre talijanskim vlastima, osobito uporabom hrvatskog jezika u crkvama i crkvenim tiskovinama. Don Božo Milanović je u tridesetim godinama 20. stoljeća bio na čelu Društva sv. Mohora za Istru i koordinirao skupljanje obavijesti o stanju u Istri i Julijskoj krajini. Prikupljene obavijesti proslijedio je u Jugoslaviju. Don Božo Milanović je surađivao tijekom Drugoga svjetskog rata s različitim organizacijama, u interesu objavljivanja tiskovina na hrvatskom jeziku. Nakon Beogradskog sporazuma, kada je postalo jasno da Jugoslavija neće u jednom mahu pripojiti Trst i Julijsku krajinu, predstavnici NOP-a Dušan Diminić i Ivan Motika sastali su se s don Božom Milanovićem u Trstu 16. srpnja 1945. i dogovorili suradnju. Predstavnici NOP-a su se za potporu istarskog svećenstva novoj vlasti, izraženu posebnom izjavom svećenstva, obvezali osigurati takvu slobodu djelovanja Katoličkoj crkvi kakva je bila nezamisliva u ostatku Jugoslavije. Ivan Motika je 18. srpnja 1945. u Pazinu izvijestio 30-ak svećenika o postignutom sporazumu između Oblasnog NOO-a za Istru i don Bože Milanovića.:str 486.
Već 20. srpnja 1945. Savezničkoj vojnoj upravi u Trstu don Božo Milanović je uputio Memorandum hrvatskih i slovenskih svećenika, u kojem se traži priključenje Julijske krajine Jugoslaviji.:str 487.
Na temelju odluka konferencije u Potsdamu, u Londonu je sazvana konferencija ministara vanjskih poslova od 11. rujna do 2. listopada 1945., na kojoj su ministri SAD-a, SSSR-a, Velike Britanije, Francuske i Kine raspravljali o razgraničenju između Italije i Jugoslavije, a stavove svojih vlada iznijeli su i talijanski ministar vanjskih poslova Alcide De Gasperi i v.d. jugoslavenskog ministra vanjskih poslova Edvard Kardelj.:str 487.-488.
Međusaveznička komisija koja je izišla na teren u Julijsku krajinu pa tako i u Istru primila je 19. ožujka 1946. u zgradi Pazinskog sjemeništa trojicu svećenika: Božu Milanovića, Tomu Banka i Leopolda Jurcu. Oni su joj predali Spomenicu svećenika »Zbora sv. Pavla za Istru« sa statistikom o nacionalnoj strukturi župa u Porečko-pulskoj, Tršćansko-koparskoj i Riječkoj biskupiji. Čini se da je ta spomenica imala veću težinu za Komisiju od brojnih manifestacija koje su jugoslavenske vlasti organizirale po Istri.:str 488. Talijanski pisac Fulvio Tomizza, rodom iz Istre, smatra hrvatske svećenike glavnim tvorcima prelaska Istre iz sastava Italije u sastav Jugoslavije.
U sklopu priprema za primitak Međusavezničke komisije za razgraničenje hrvatska Komisija za razgraničenje koja je djelovala pri Predsjedništvu Narodne vlade pripremila je i provela popis stanovništva Istre 1945. i objavila ga kao izdanje Jadranskog instituta. Članovi hrvatske Komisije za razgraničenje dobili su mogućnost nastupiti pred Međusavezničkom komisijom prilikom njezina boravka u Istri, u ožujku 1946., kao predstavnici Jadranskog instituta, koji je predstavljen kao nevladina udruga neovisnih znanstvenika, a zapravo je bio paravan za rad Komisije.
Iz zapisnika maratonske sjednice održane u Pazinu 22. i 23. ožujka 1946. vidi se da je Josip Roglić, nastupajući kao predstavnik »Jadranskog instituta«, objašnjavao prisutnima da su popisivači bili svećenici i učitelji, ali je naglasio: »Koliko je god bilo moguće, upotrebljavali (smo) svećenike, jer su oni duže u mjestima od učitelja«. Obilazak Međusavezničke komisije po Istri iskoristili su i istarski Talijani, kako bi se probili sa svojim željama do Saveznika, čime je narušena jugoslavenska propaganda o jedinstvenoj potpori i Talijana i Hrvata priključenju Jugoslaviji. Primjerice, u mjestu Galižana Talijani su tajno tiskali i podijelili letak na engleskom jeziku kojim mole Saveznike za izbavljenje od jugoslavenske okupacije.
Prilikom boravka Međusavezničke komisije, Informacioni biro oblasnog NOO-a za Istru izdavao je i biltene na više jezika (engleski, francuski, hrvatski, ruski). U biltenima istaknuto mjesto zauzimaju pojedinačne izjave hrvatskih svećenika iz Istre kao i kolektivna »Izjava hrvatskog svećenstva Istre« od 20. ožujka 1946., iza koje je svojim potpisima stajalo 60-ak svećenika. Isticanje rada Crkve, svećenstva i njihova progona za vrijeme talijanske vlasti zorno pokazuje koliko je hrvatska strana vjerovala da su i ti argumenti važni u očima Saveznika.
Vladimir Bakarić je na sjednici biroa CK KPH održanoj 1. svibnja 1946. izvijestio da su velike sile u Istri predložile granicu na polovici Istre, misleći na Wilsonovu liniju, i odlučile pozvati na savjetovanje delegacije Jugoslavije i Italije. Zaključio je: »U popove se ne treba dirati dok se te stvari vani ne svrše«.
Svećenici Tršćansko-koparske biskupije: Božo Milanović, Hrvat, i Anton Piščanec, Slovenac, sudjelovali su u radu jugoslavenske delegacije od početka svibnja do kraja lipnja 1946. u pripremi za Parišku mirovnu konferenciju. Božu Milanovića je primio pariški nadbiskup kardinal Souhard, za kojega se nakon toga pročulo da podupire zahtjev za pripojenje Istre Jugoslaviji.:str 490. Vijeće ministara (SAD, SSSR, Francuska i V. Britanija) na četvrtoj konferenciji u Parizu 1. srpnja 1946. donijelo je odluku da će Jugoslaviji pripasti sav teritorij istočno od tzv. francuske crte razgraničenja, tj. čitava Istra osim Bujštine i Koparštine, koje će pripasti Slobodnom Teritoriju Trsta (STT).:str 490.
Međutim, komunisti nisu podnosili nikakav pluralizam pa je, prema zapisniku sa sjednice biroa CK KPH održane 17. siječnja 1947. u Zagrebu, Vladimir Bakarić rekao kako su se u zadnje vrijeme »aktivizirali popovi u Istri«, koji u Pazinu drže seminare, izdaju list »Gore Srca«, a pripremili su kalendar uperen »protiv nas« i pod vidom napada na bezbožnike napadaju pojedine komuniste.:str. 307.-308. Na sjednici biroa CK KPH održanoj 13. veljače 1947. u Zagrebu, član CK Marko Belinić iznio je da je među neprijateljima Božo Milanović posebno vješt te napada komuniste kao bezbožnike.:str 323. Potpisivanjem mirovnog ugovora s Italijom, 10. veljače 1947. formiran je Slobodni Teritorij Trsta. Narodna skupština FNRJ ratificirala je Mirovni ugovor s Italijom 23. kolovoza 1947. Prezidijum Sabora Narodne Republike Hrvatske donio je »Ukaz o proširenju Ustava, zakona i drugih propisa Narodne Republike Hrvatske na područje Istre, gradova Rijeke i Zadra te otoka Lastova« 25. rujna 1947. Tom prilikom su cijela Istra južno od rijeke Mirne, uključujući grad Pulu, kao i Rijeka, Zadar, Lastovo i Palagruža, postali dijelom Hrvatske.

#### Sporazum o suglasju 1954.
Područje Istre između rijeka Mirne i Dragonje ili Bujština sa susjednom je Koparštinom postala dio Zone B novoosnovanoga Slobodnog Teritorija Trsta (STT), što je značilo da i nadalje ostaje pod upravom Jugoslavenske armije. Konačno je 5. listopada 1954. potpisan Londonski memorandum o sporazumijevanju. Po njemu su Italija i Jugoslavija razdijelile STT tako da je Italija anektirala Zonu A STT, a Jugoslavija Zonu B STT (kotareve Buje i Kopar) zajedno s djelićem Zone A. Već 7. listopada 1954. jugoslavenska vlada, Savezno izvršno vijeće (SIV), donosi Rješenje po kojem tijela NR Hrvatske preuzimaju upravu nad Kotarom Buje.